# Yongjing
Yongjing, tidigare stavat Yungtsing, är ett härad i den autonoma prefekturen Linxia för hui-folket i provinsen Gansu i nordvästra Kina.
Yongjing är indelat i tio köpingar och sju socknar.
Köpingar (zhen):

- Chenjing (陈井镇)
- Chuancheng (川城镇)
- Hongquan (红泉镇)
- Liujiaxia (刘家峡镇)
- Sanyuan (三塬镇)
- Taiji (太极镇)
- Wangtai (王台镇)
- Xianyuan (岘塬镇)
- Xihe (西河镇)
- Yanguoxia (盐锅峡镇)

Socknar (xiang):

- Guanshan (关山乡)
- Pinggou (坪沟乡)
- Santiaoxian (三条岘乡)
- Xiaoling (小岭乡)
- Xinsi (新寺乡)
- Xuding (徐顶乡)
- Yangta (杨塔乡)